# ギナンジャール・カルタサスミタ

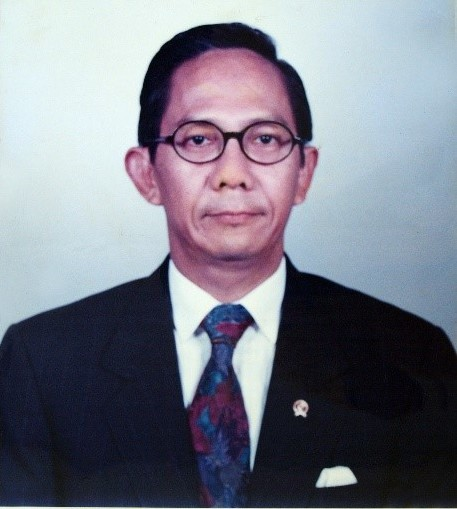

ギナンジャール・カルタサスミタ（Ginandjar Kartasasmita、1941年 - ）はインドネシアの政治家。
東京農工大学、拓殖大学、ガジャ・マダ大学（インドネシアの国立大学）、ノースイースタン州立大学（米国・オクラホマ州）などから名誉博士号を授与。インドネシアのブラビジャワ大学（公共政策）、早稲田大学（開発行政学）、バンドン工科大学（インドネシアの国立大学）等で教壇に立つ。

## 来歴
- インドネシア・バンドン工科大学（ITB）在学中に奨学金を得て日本に留学（戦後賠償留学制度第一期生）。
- 東京農工大学に入学（工業化学科）学部卒業（1965年）（東京農工大学の第一期生の留学生）
- インドネシアに帰国後、空軍勤務。
- 1968年に内閣官房入りし、1983年の国内産物推進庁副大臣をはじめ、投資庁長官(1985-88)、鉱業エネルギー大臣(1988-93)、国家開発企画庁長官(1993-98)、経済・金融・産業担当調整大臣(1998-99)などの要職を歴任。
- 1982年から2004年まで5期連続で国民協議会（MPR）議員（5期目はMPR副議長）。2004年、地方代表議会（DPD、日本の参議院の機能に相当）の初代議長に就任した。
- 1997-1998 アジア通貨危機の際、経済・金融・産業担当調整大臣として困難な状況に対応した。
- 2008年5月には日本・インドネシア国間の友好親善および相互理解の増進に寄与したことが顕彰され、旭日大綬章を受章[1]。現在、インドネシア日本友好協会会長を務めている。
- 2000-2001年にはハーバード大学客員研究員として、アジア通貨危機の際の政策と各国の政治的・経済的制約などをテーマに研究活動に従事。
- 2010-2015年には 大統領顧問会議（Presidential Advisory Board）議員に就任
- 2015年 ジョコ政権の誕生とともに政府から身をひいた。
- 2015年から インドネシア共和国・赤十字社・副会長（臨時総裁）
- 2016年から　インドネシアの大手財閥リッポ(Lippo)グループのDeputy Chairman（副会長）を務めている。